# Punta Vallettaz
La Punta Vallettaz (pron. fr. AFI: [valeta] - 3.090 m s.l.m. - in francese, Pointe Vallettaz; detta anche Punta della Valletta) è una montagna delle Alpi del Gran Paradiso nelle Alpi Graie. Si trova in Valle d'Aosta.
La montagna appartiene al Gruppo dell'Emilius. 

## Accesso alla vetta
Si può salire sulla vetta partendo da Pila, con un percorso che richiede qualcha passo di arrampicata.